# Metopelloides micropalpa
Metopelloides micropalpa is een vlokreeftensoort uit de familie van de Stenothoidae. De wetenschappelijke naam van de soort is voor het eerst geldig gepubliceerd in 1930 door Clarence Raymond Shoemaker.